# 巴尔基 (罗夫诺州)
50°9′17″N 25°15′36″E / 50.15472°N 25.26000°E
巴爾基（烏克蘭語：Балки），是烏克蘭西北部的村莊，隸屬罗夫诺州的杜布諾區。該村始建於1703年，面積0.15平方公里，海拔高度217米，2001年人口856，人口密度每平方公里707.8人。